# Человек из Линдоу

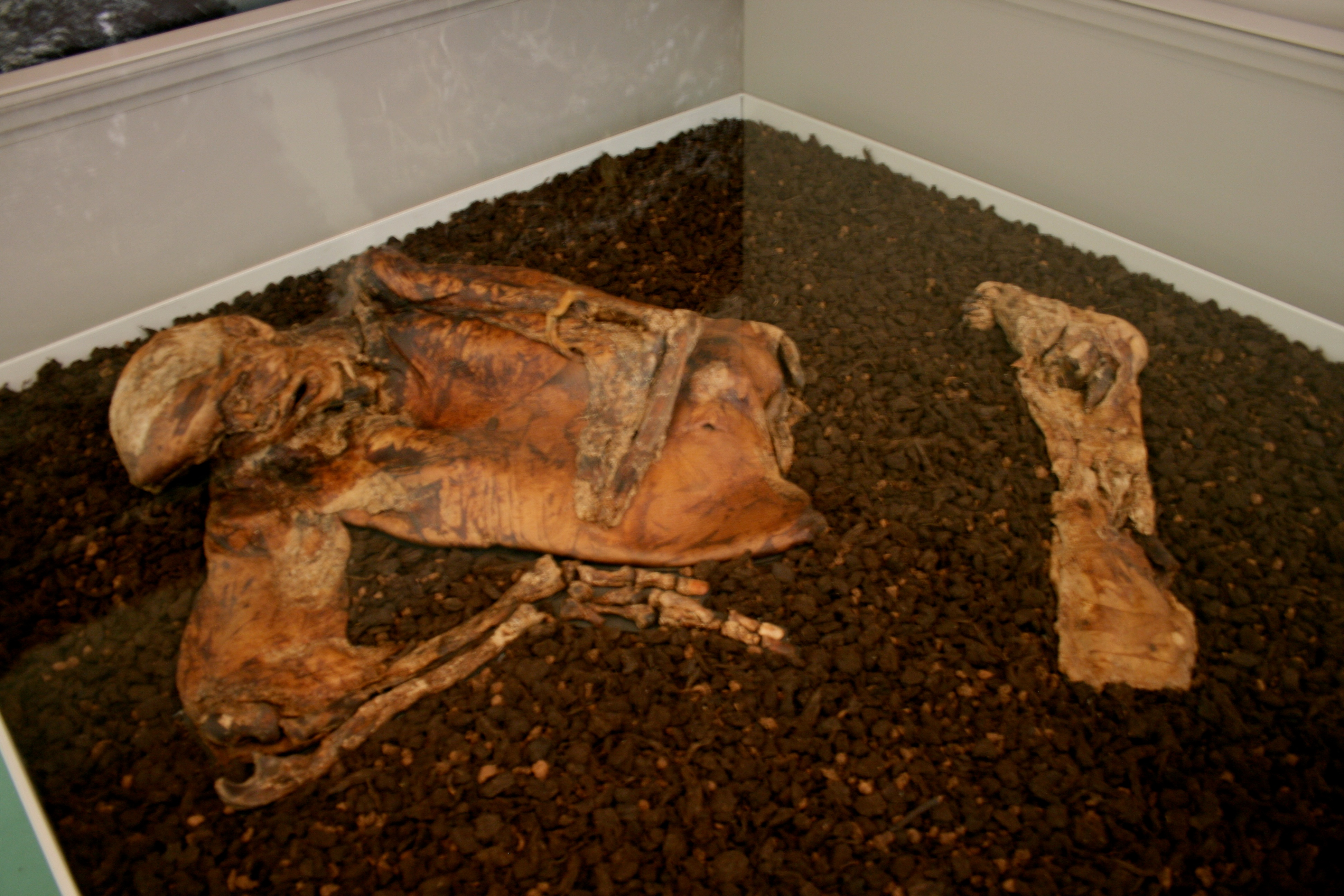
Человек из Линдоу

Человек из Линдоу (англ. Lindow man) — так назвали человека, умершего в эпоху железного века и обнаруженного в торфяном болоте Линдоу близ деревни Мобберли, графство Чешир, Англия. Является одним из наиболее сохранившихся болотных тел и одной из самых сенсационных археологических находок, сделанных в Великобритании в 1980-х годах. Местные журналисты сначала окрестили его Питом Маршем (игра слов, созвучная словосочетанию peat marsh, то есть торфяное болото).

## Тела в болоте Линдоу-мосс
13 мая 1983 года Энди Молд и Стивен Дули — работники компании по добыче торфа, в обязанности которых входило следить, чтобы в шредер не попали крупные камни или куски древесины — заинтересовались неким округлым предметом. Они обнаружили под слоем торфа человеческую голову, настолько хорошо сохранившуюся, что в глазнице осталось глазное яблоко, а сквозь пробоину в черепе был виден мозг. После того, как экспертиза установила, что голова принадлежала женщине, полиция арестовала местного жителя, которого ещё в 1950-х годах подозревали в убийстве жены и сокрытии её трупа. В результате он сознался в преступлении, а также в том, что расчленил тело и бросил его в болото. Вскоре повторная экспертиза, проведенная в лаборатории Оксфордского университета, с помощью радиоуглеродного анализа установила, что голова принадлежала женщине, которая скончалась в первом или втором веке н. э.
1 августа 1984 года Энди Молд на тех же разработках сделал ещё одну находку. Под слоем торфа, покрывавшего, как ему сначала показалось, кусок древесины, он обнаружил человеческую ногу и вновь вызвал полицию. Затем группа археологов обследовала не тронутую разработками часть трясины и на глубине 2,5 метров нашла тело, которое впоследствии назвали человеком из Линдоу (предыдущая находка Молда получила имя женщины из Линдоу). 6 августа пласт торфа с трупом был извлечен из болота и помещён в морг местного госпиталя.

## Исследование
Чтобы полиция согласилась передать тело археологам, необходимо было установить, что оно принадлежит древнему человеку. Учёные из британского научно-исследовательского института атомной энергетики подвергли фрагменты кости человека из Линдоу радиоуглеродному анализу и 17 августа выявили, что он умер по меньшей мере 1000 лет назад. Вторичные исследования дали более точную датировку, определив, что его смерть наступила в 20 − 90 годах н. э.
На момент гибели человеку из Линдоу было около 25 лет. Он был 168 см ростом и весил 60 − 65 кг. При жизни он, вероятно, не занимался физическим трудом — его мускулатура была развита равномерно, а ногти аккуратно острижены, что может свидетельствовать о знатном происхождении. Электронная микроскопия показала, что борода и усы молодого мужчины были подровнены ножницами незадолго до гибели. Внутренние органы не были повреждены, а значит, при жизни он не страдал никакими болезнями (за исключением наличия гельминтов в кишечнике). Волосы ранее были темно-русого цвета. Одежда человека из Линдоу, вероятно, полностью истлела либо он был гол при погребении. Сохранилась лишь повязка из лисьего меха на правом предплечье.
Человек из Линдоу умер насильственной смертью. Его череп был проломлен в двух местах тяжёлым орудием (предположительно, топором), а горло перерезано. Кроме того, на шее была затянута тонкая, сплетённая из кожи верёвка, свидетельствующая об удушении, а сама шея сломана. Одно из рёбер со стороны спины тоже было сломано. Столь множественные и разнообразные раны позволили учёным предположить, что человек из Линдоу погиб во время ритуального жертвоприношения друидов. Его последняя трапеза, судя по результатам изучения пищеварительного тракта, состояла из жжёных зёрен пшеницы и ячменя. Были обнаружены и следы пыльцы омелы, которую друиды считали священным растением.
В настоящее время человек из Линдоу находится в экспозиции Британского музея в Лондоне.